# ایوانو مافی
ایوانو مافی (ایتالیایی: Ivano Maffei؛ زادهٔ ۲۴ سپتامبر ۱۹۵۸) دوچرخه‌سوار اهل ایتالیا است. وی در بازی‌های المپیک تابستانی ۱۹۸۰ شرکت کرده است.